# Questões ao Primeiro-ministro

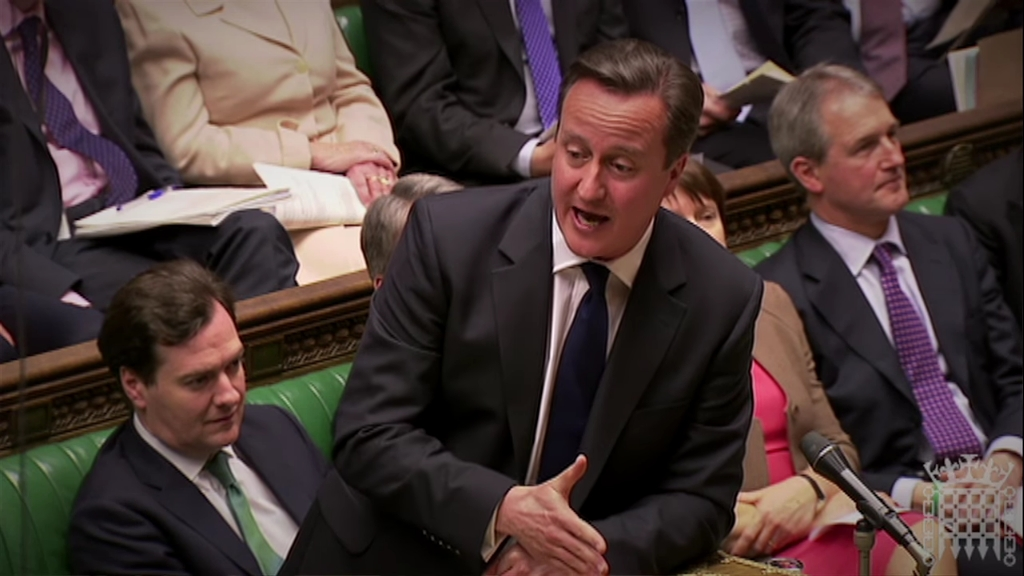
David Cameron na caixa de despacho

As Questões ao Primeiro-ministro (em inglês Prime Minister Questions ou PMQ) é uma convenção constitucional no Reino Unido, atualmente realizada toda quarta-feira na Câmara dos Comuns do Parlamento do Reino Unido, durante a qual o Primeiro-ministro do Reino Unido, durante aproximadamente meia hora, responde questões dos parlamentares.

## História
Embora os primeiros-ministros tenham respondido a perguntas no Parlamento por séculos, até a década de 1880, as perguntas ao primeiro-ministro eram tratadas da mesma forma que as perguntas a outros ministros da Coroa: feitas sem aviso prévio, nos dias em que os ministros estavam disponíveis, em qualquer ordem que os parlamentares se levantassem para perguntar a eles. Em 1881, prazos fixos para perguntas foram introduzidos e as perguntas ao primeiro-ministro foram movidas para o último intervalo do dia como uma cortesia ao primeiro-ministro de 72 anos de idade, William Ewart Gladstone, para que ele pudesse vir para o Commons no final do dia. Em 1953, quando Winston Churchill (com quase 70 anos na época) era primeiro-ministro, foi acordado que as perguntas seriam apresentadas em dias fixos (terças e quintas-feiras).
Um relatório do Comitê de Procedimento em 1959 recomendou que as perguntas ao primeiro-ministro fossem feitas em dois períodos fixos de 15 minutos nas tardes de terça e quinta-feira. As recomendações foram postas em prática sob Harold Macmillan, durante uma experiência bem-sucedida que foi de 18 de julho de 1961 até o final da sessão em 4 de agosto. A primeira pergunta foi feita pelo parlamentar trabalhista Fenner Brockway, perguntando a qual ministro o embaixador do Reino Unido na África do Sul seria responsável. Em resposta à resposta do primeiro-ministro, Brockway disse: "Posso expressar nosso apreço por este novo arranjo para responder às perguntas e a esperança de que seja conveniente para o primeiro-ministro, bem como útil para a Câmara?". As PMQs foram feitas permanentes na sessão parlamentar seguinte, com a primeira delas em 24 de outubro de 1961.
O estilo e a cultura dos PMQs mudaram gradualmente ao longo do tempo. De acordo com o ex-presidente da Câmara Selwyn Lloyd, o agora famoso comportamento desordenado dos parlamentares durante os PMQs surgiu pela primeira vez como resultado da animosidade pessoal entre Harold Wilson e Edward Heath; antes disso, os PMQs eram animados, mas comparativamente civilizados.  No passado, os primeiros-ministros frequentemente optavam por transferir as perguntas para o ministro relevante, e os Líderes da Oposição nem sempre levavam o número alocado de perguntas em algumas sessões, às vezes optando por não fazer perguntas. Isso mudou durante o governo de Margaret Thatcher, quando a primeira-ministra optou por não transferir quaisquer perguntas a outros membros de seu gabinete, e o líder trabalhista Neil Kinnock começou a fazer mais perguntas do que seus antecessores. Seu sucessor estabeleceu o precedente de sempre aceitar sua alocação completa de perguntas.
Um dos primeiros atos de Tony Blair como primeiro-ministro foi substituir as duas sessões de 15 minutos por uma única sessão de 30 minutos às quartas-feiras, inicialmente às 15 horas. mas desde 2003 ao meio-dia. O número alocado de perguntas em cada sessão para o Líder da Oposição foi dobrado de três para seis, e o líder do terceiro maior partido na Câmara dos Comuns recebeu duas perguntas em oposição a uma pergunta de antemão. Os primeiros PMQs a usar este novo formato ocorreram em 21 de maio de 1997.
Durante o governo de coalizão conservador-liberal democrata de 2010-2015, o líder dos liberais democratas, como membro do governo, não fez perguntas durante os PMQs. Em vez disso, o líder do segundo maior partido de oposição parlamentar da época, Nigel Dodds, do Partido Democrático Unionista (DUP), geralmente fazia uma única pergunta mais tarde na sessão, seguida por pelo menos um parlamentar de outro partido menor, como o escocês Partido Nacional ou Manta Cymru.